# Ossubtus xinguense
Ossubtus xinguense es una especie de peces de la familia Serrasalmidae en el orden de los Characiformes. Es la única especie del género Ossubtus.

## Morfología
Los machos pueden llegar alcanzar los 17,6 cm de longitud total.

## Alimentación
Come  algas.

## Hábitat
Vive en zonas de clima tropical entre 22 °C - 25 °C de temperatura.

## Distribución geográfica
Se encuentran en Sudamérica:  cuenca del río Xingu en Brasil.